# Louis Deffès
Louis Deffès ou Pierre-Louis Deffès est un compositeur français né le 25 juillet 1819 à Toulouse et mort le 28 mai 1900.

## Biographie

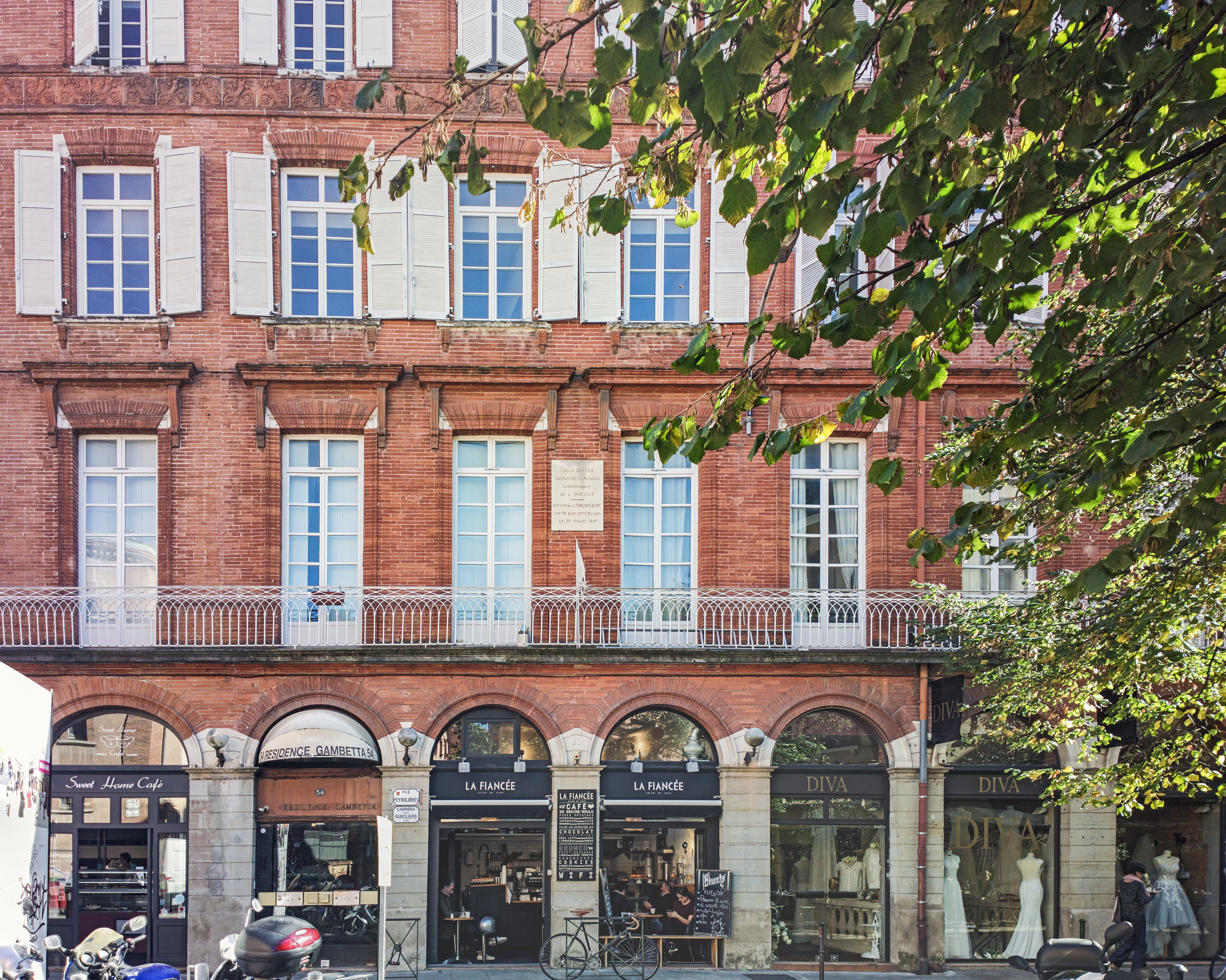
Maison natale de Louis Deffès.

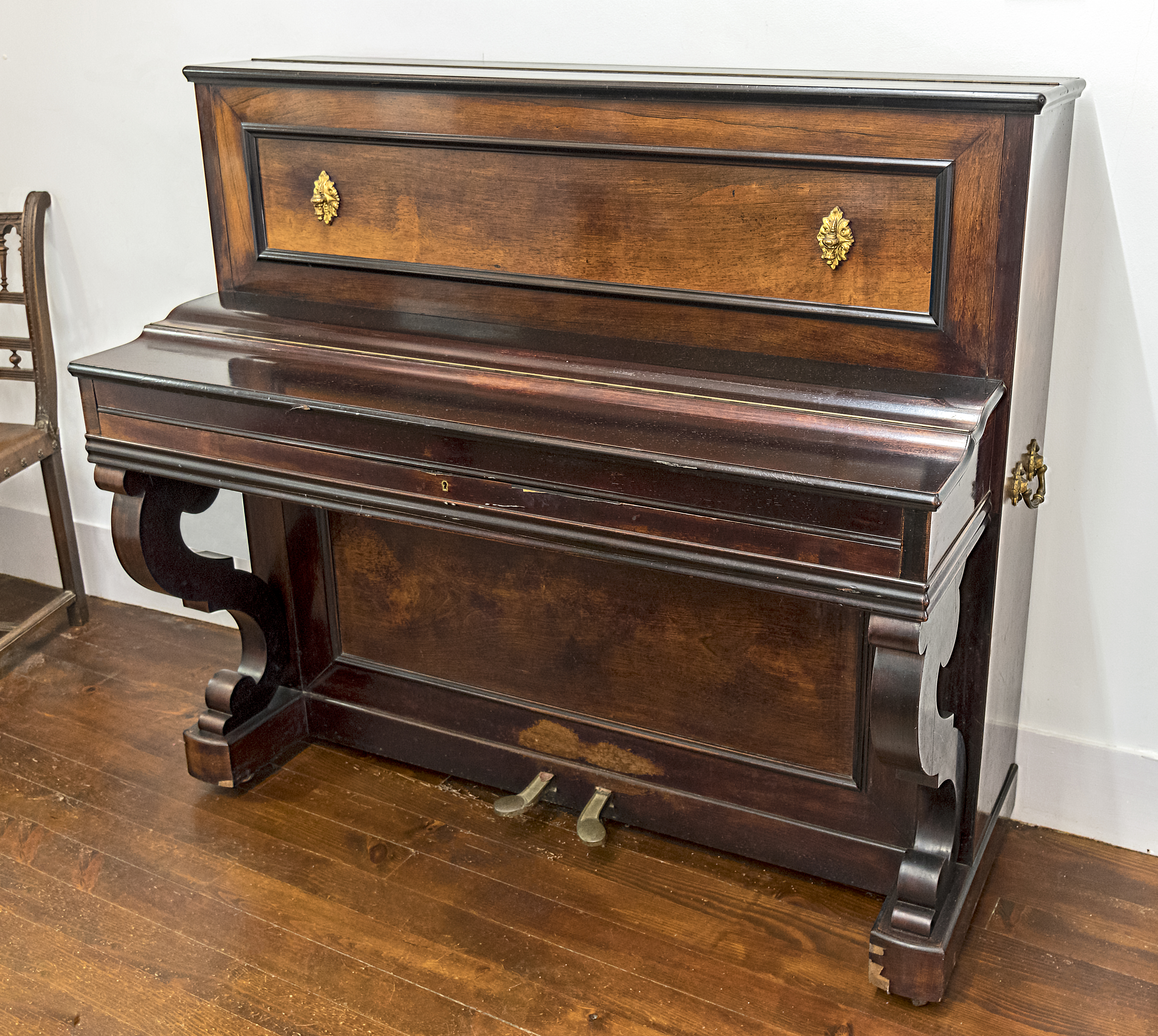
Piano de Louis Deffès au musée du Vieux Toulouse.

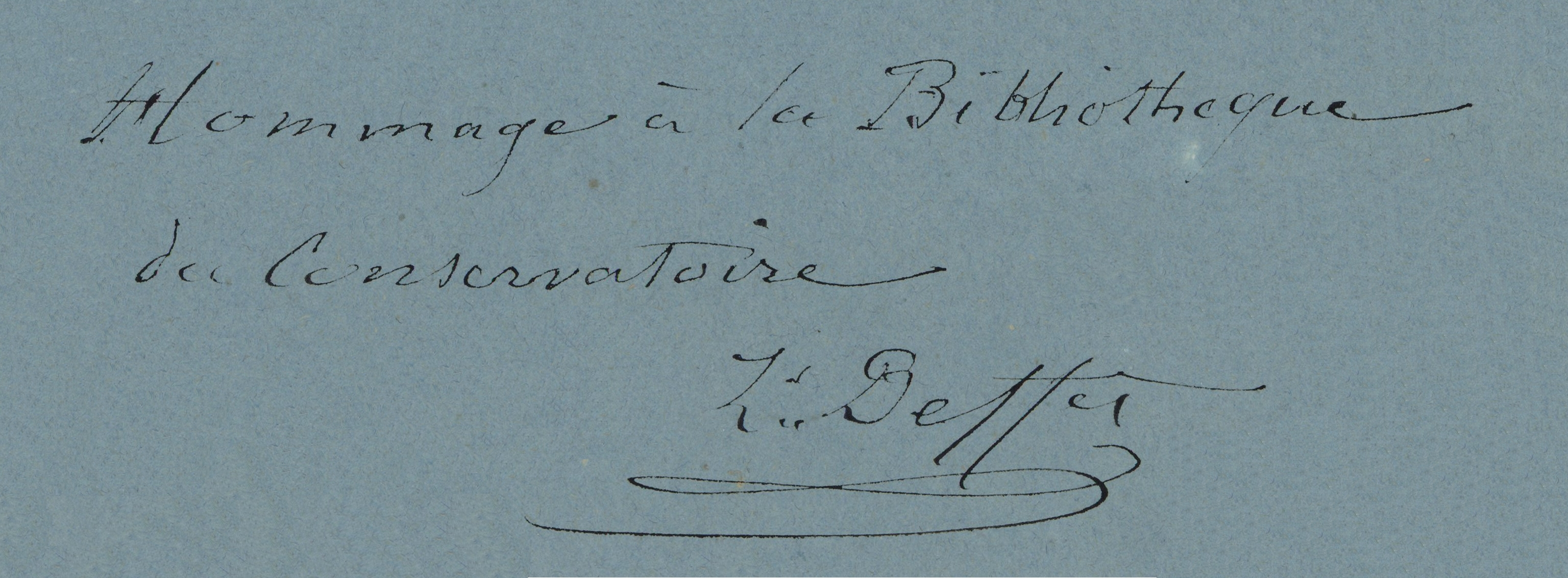
Autographe et signature de Louis Deffès.

Louis Deffès naît le 25 juillet 1819, dans l'appartement familial, no 54 rue Peyrolières, à Toulouse. Il est le fils de Jean Deffès, tailleur d'habits, et de Julie Alboui. Il apprend la musique à la maîtrise de la Daurade, mais il est placé en apprentissage après d'un marchand drapier de la rue Sainte-Ursule et doit arrêter la musique. En 1838, il suit les cours de M. Ladousse, qui l'encourage à suivre les cours du conservatoire de Paris. Le 15 octobre 1839, il prend la diligence pour Paris. Il y est l'élève de Théodore Mozin en classe de clavier, de François Bazin en classe d'harmonie, de Henri-Montan Berton et de Fromental Halévy en classe de composition musicale. En 1843, il y reçoit un accessit de contrepoint et de fugue. Pour subvenir à ses besoins, il donne des cours de musique, joue de l'alto pour le théâtre du Gymnase-Dramatique et le théâtre des Folies-Dramatiques.
En 1844, recevant un poème de Lucien Mengaud, il le met en musique, et compose la célèbre La Tolosenca, exécutée pour la première fois le 30 avril 1845 au théâtre du Capitole. C'est cette Toulousaine, la moindre de ses œuvres, qui lui assure la célébrité.
En 1847, en composant la cantate L'Ange et Tobie sur un poème de Léon Halévy, il devient le premier Toulousain Prix de Rome en composition musicale. Ses autres œuvres, y compris Jessica, son grand succès de 1898, ou les Noces de Fernande sont bien oubliées.
Louis Deffès est directeur du conservatoire de Toulouse de 1883 à son décès, le 28 mai 1900. À ses obsèques, les chœurs du conservatoire font entendre sa dernière composition, le Pie Jesu. Il est enterré au cimetière de Terre-Cabade à Toulouse.

## Hommages
Au début des années 1970, à la faveur des transformations du quartier Saint-Georges, la portion conservée de la rue Traversière Saint-Georges est rebaptisée rue Louis-Deffès. Deux autres musiciens toulousains sont ainsi mis à l'honneur dans le prolongement de la rue Louis-Deffès : Paul Vidal et Paul Mériel.

## Récompenses
- 1857 : Prix Trémont
- 1874 : Prix Lambert de l'Académie française et de l'Académie des Beaux-Arts
- 1878 : Prix Trémont

## Distinctions
- 1847 : 1er prix de Rome de composition musicale
- 1893 : Chevalier de la Légion d'Honneur

## Œuvres

### Opéras comiques
- La Lanterne magique : 1 acte, paroles d'Auguste Carré.
- L'anneau d'Argent (1855) : 1 acte, paroles de Jules Barbier et Léon Battu.
- La Clé des champs (1857) : 1 acte, paroles de Henri Boisseaux.
- Broskovano (1858) : 2 actes, paroles d'Eugène Scribe et Henri Boisseaux.
- Les deux Bazile (1858) : 2 actes, livret d'Henri Boisseaux et Eugène Scribe.
- Les petits violons du roi (1860) : 3 actes, livret d'Henri Boisseaux et Eugène Scribe.
- Les Bourguignonnes (1861) : 1 acte, paroles d'Henri Meilhac.
- Le Café du roi (1861) : 1 acte, paroles d'Henri Meilhac.
- Le Fantôme du Rhin (1863) : 1 acte, livret de Joseph Méry et de Jules Adenis.
- Valse et Menuet (1863) : 1 acte, paroles de Joseph Méry.
- La boîte à surprises (1865) : 1 acte, paroles de Laurencin.
- Les Croqueuses de Pommes (avant 1868) : 5 actes, paroles d'Eugène Grangé et Émile Abraham.
- Petit bonhomme vit encore (1868) : 2 actes, paroles d'Émile de Najac.
- Le Trompette de Chamboran (avant 1877) : 1 acte, paroles d'Adolphe de Leuven et de Jules Adenis.
- Les Noces de Fernande (1878) : 3 actes, paroles de Victorien Sardou et d'Émile de Najac.

### Opéras lyriques
- Gessica (donné en 1898, mais composé avant 1889) : 4 actes, livret de Jules Adenis d'après Le marchand de Venise de William Shakespeare.

### Musique symphonique
- Un Triomphe à Rome, poème symphonique.

### Musique de chambre
- Marche funèbre pour piano.

### Musique de scène
- Passé minuit (1869), musique pour le vaudeville de Lockroy et Auguste Anicet-Bourgeois.

### Musique religieuse
- Messe solennelle
- L'Ange et Tobie (1847), cantate sur un poème de Léon Halévy.
- Cantate à Clémence Isaure, cantate.
- Hosanna ! chant d'Hyménée - en français, paroles d'Adolphe Pellier - ou Tota Pulchra Es - en latin, paroles de l'abbé Daix.

### Musique chorale
- Les Vignerons
- Hymne à la Paix

### Hymnes
- La Toulousaino
- L'Occidentale, chant de guerre officiel de l'armée d'Orient.